# Hypercompe nigriplaga
Hypercompe nigriplaga là một loài bướm đêm thuộc phân họ Arctiinae, họ Erebidae.